# Museu de Belles Arts de Valenciennes
El Museu de Belles Arts de Valenciennes (Musée des beaux-arts de Valenciennes) és un museu municipal de la ciutat francesa de Valenciennes. Les seves col·leccions es van originar com la col·lecció de l'Académie valenciennoise de peinture et de sculpture. Es va obrir al públic per primera vegada el 1801 i es va traslladar a l'ajuntament el 1834.
A finals del segle xix es va celebrar un concurs per dissenyar un nou edifici, guanyat per Paul Dusart. El nou edifici es va inaugurar el 27 de juny de 1909 i el 1995 es va reformar totalment i es va ampliar l'espai expositiu, afegint un soterrani amb restes arqueològiques i artefactes.
A més de pintures, inclou diverses escultures de Jean-Baptiste Carpeaux (1827–1875), nascut a la ciutat, així com un departament de gravats i dibuixos i

## Pintures

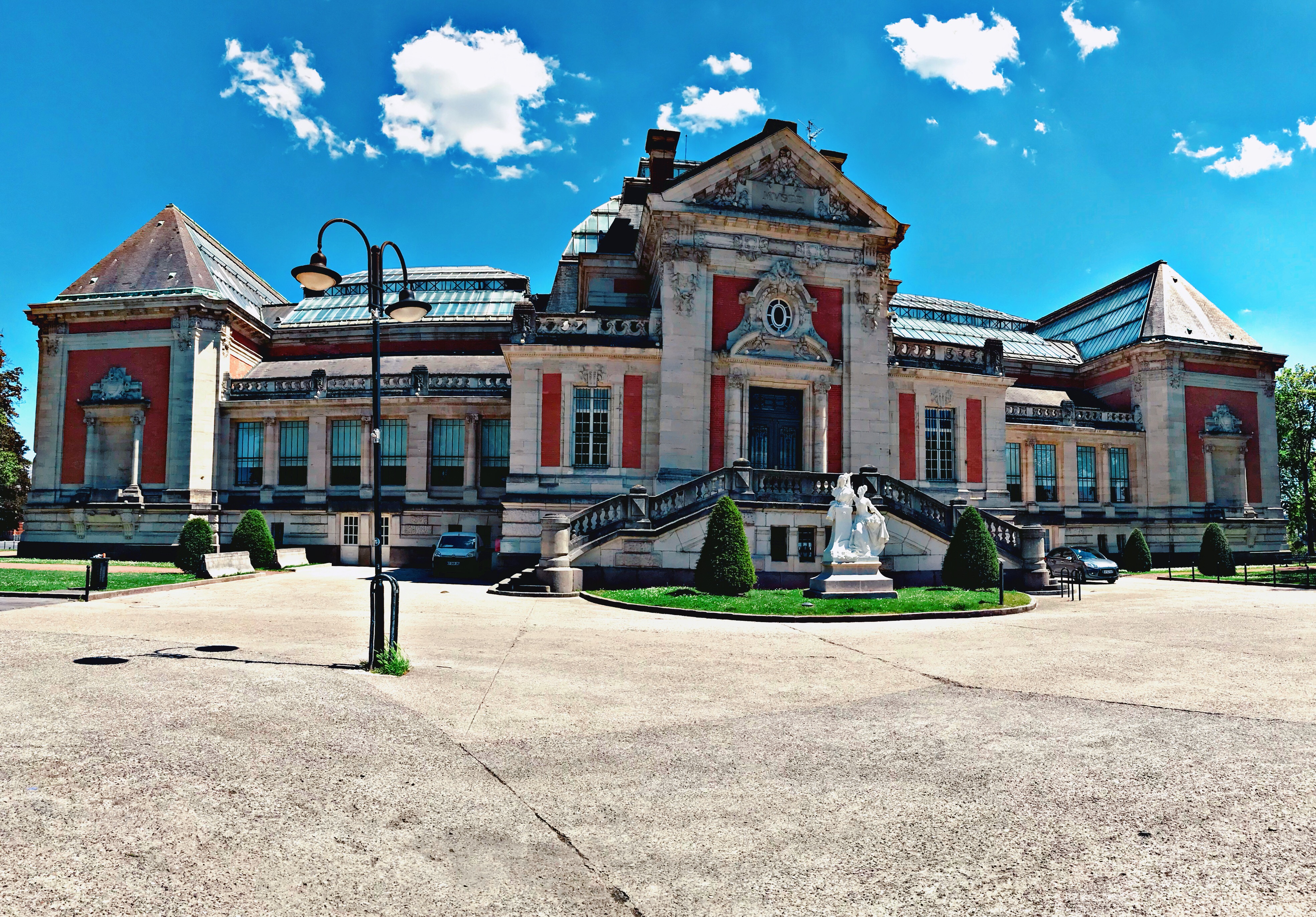
Exterior del museu

Gran part de la col·lecció és d’artistes flamencs, tot i que també inclou alguns artistes francesos i altres. Des de l'edat mitjana al segle XX:
- Pintura flamenca i holandesa - Primitius al segle XVII
- Segles XV i XVI: obres de Jan Provoost, Joos van Cleve, The Banker and His Wife després de Marinus van Reymerswale, Pieter Coecke van Aelst, Marten de Vos, Jan Sanders van Hemessen i Frans Pourbus el Vell, així com moltes obres anònimes
- Segle XVII: obres de Jan Brueghel el Vell, Frans Pourbus el Jove, Paul Rubens, Antony van Dyck, Jacob Jordaens, Adriaen Brouwer, Gaspar de Crayer, David Teniers el Jove, Frans Snyders, Cornelis Norbertus Gysbrechts, Willem Kalf, Hendrick van Balen, Adriaen van Utrecht, Peter Lely, Jan Davidszoon de Heem, Jacob van Es, Abraham Janssens, Pieter Snayers, Pieter Neefs el Vell, Jan Boeckhorst, Jacques d'Arthois i Abraham Willaerts
- Pintura francesa: obres de Charles Mellin, Meiffren Conte, Sébastien Bourdon, Noël Nicolas Coypel, Antoine Watteau (nascut a la ciutat) i la seva família, Jean-Baptiste Pater, François de Troy, Nicolas Lancret, François Boucher (Escena pastoral), Charles-André van Loo, Henri Harpignies, Hubert Robert, Camille Pissarro i Georges Rouault
- Pintura italiana: algunes obres, incloses les ruïnes de Giovanni Paolo Pannini.

### Obres seleccionades
- Descens de la creu, Peter Paul Rubens, oli sobre tela (segle XVII)
- Tríptic de Sant Esteve (format per El martiri de Sant Esteve, La predicació de Sant Esteve, L’Anunciació i L’àngel de l’Anunciació) de Peter Paul Rubens, oli sobre tela i panell (1600-1650).
- Elies i l’àngel al desert i El triomf de la fe catòlica (del cicle El triomf de l'eucaristia), Peter Paul Rubens, oli sobre tela (1626-1628).
- Natura morta amb pernil, Jacob van Es, oli sobre tela (segle XVII).
- Herminius a la casa dels pastors, Olivier Le May, oli sobre tela, 1785.
- Paisatge amb arc de Sant Martí, Peter Paul Rubens i estudi, oli sobre tela (segle XVII).
- Saint Paul, Anton van Dyck, oli sobre taula (1600–1650).
- Sant Mateu, Anton van Dyck, oli sobre taula (1600–1650).
- True Gaiety d'Antoine Watteau, oli sobre taula.
- Two Figures from a Fêtes Galante de Antoine Watteau, dibuix a guix vermell.
- The Happy Dover de Louis Watteau de Lille, oli sobre taula.
- El setge de Beauvais el 1472 de François Watteau de Lille, oli sobre tela (1799).
- Autoretrat del 1806 d'Alexandre Abel de Pujol, oli sobre tela.
- The Spaniard de Carolus Duran, oli sobre tela (1870).
- The Reinterment at Montretoux de Jean-Baptiste Carpeaux, oli sobre tela (1871).
- Posta de sòl de Jean-Baptiste Carpeaux, oli sobre tela (1872).
- Autoretrat, conegut com a Carpeaux plorant de tristesa per Jean-Baptiste Carpeaux, oli sobre tela (1874).
- Vallée de l'Aumance de Henri Harpignies, oli sobre tela (1875).
- Nus en un paisatge d'Émile Bernard, oli sobre tela (1890).

## Galeria

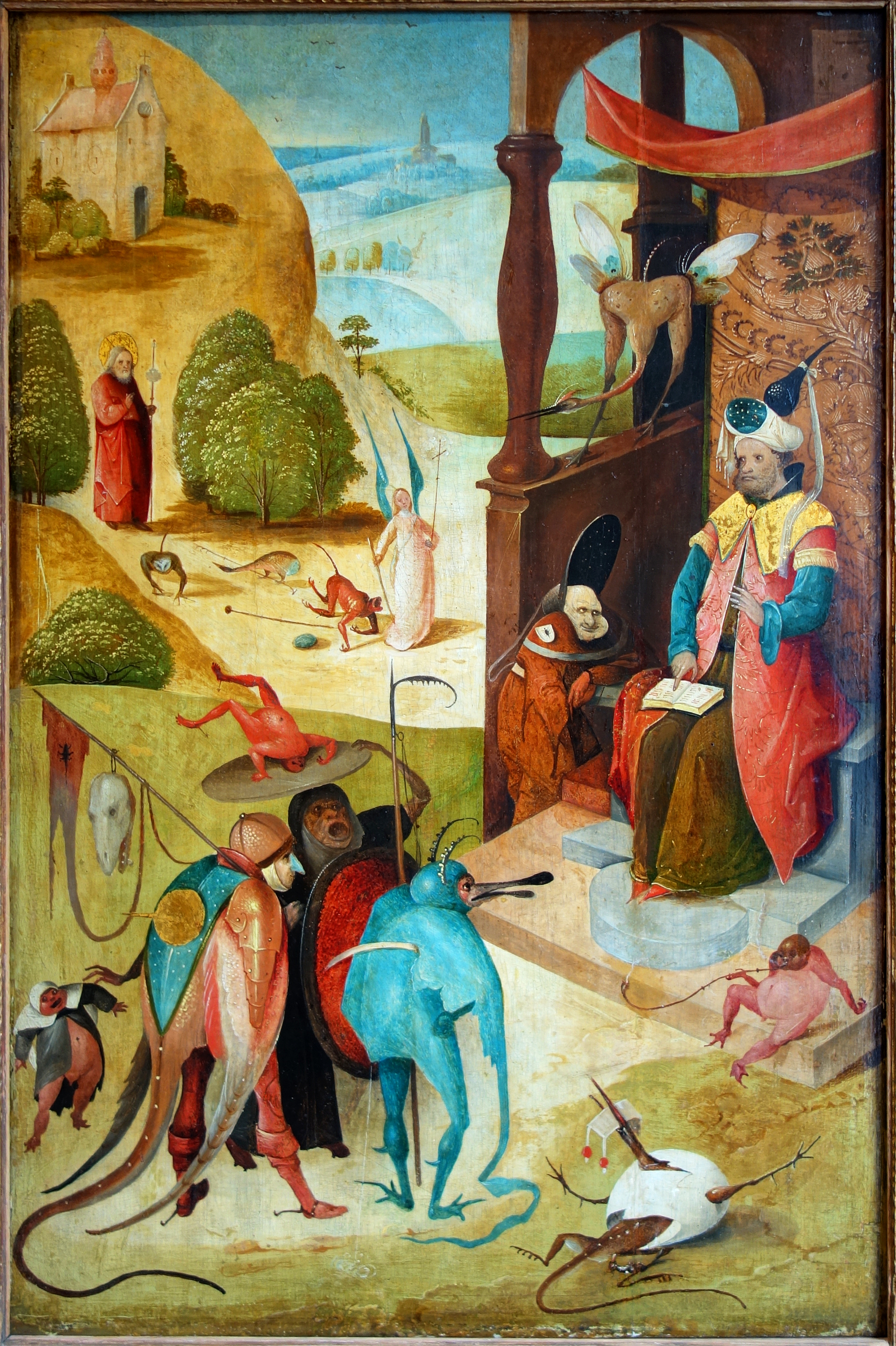
Seguidor de Hieronymus Bosch, Sant Jaume el Gran i el mag Hermogenes (1550-1575).
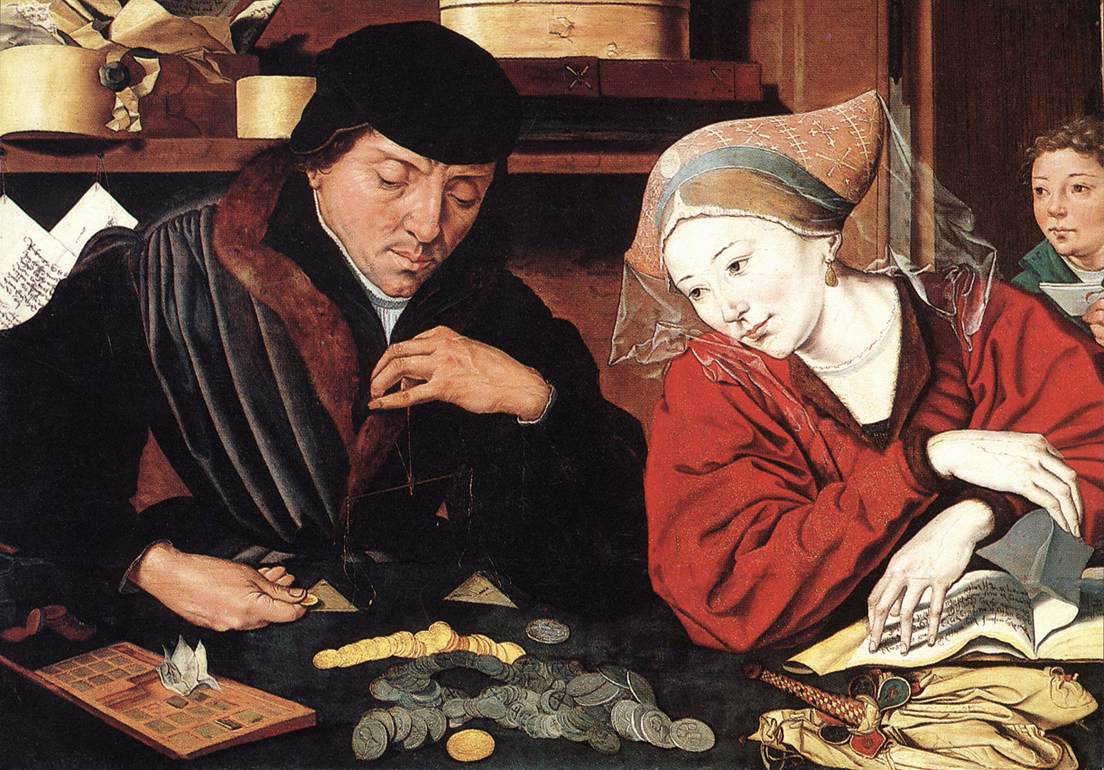
Marinus van Reymerswaele, El banquer i la seva dona (1500-1550).
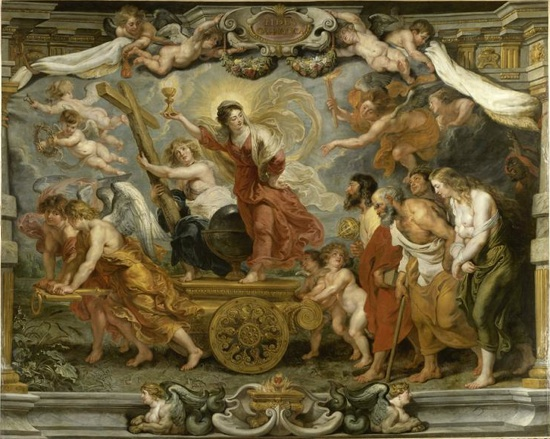
Peter Paul Rubens, El triomf de la fe catòlica (1600-1650)
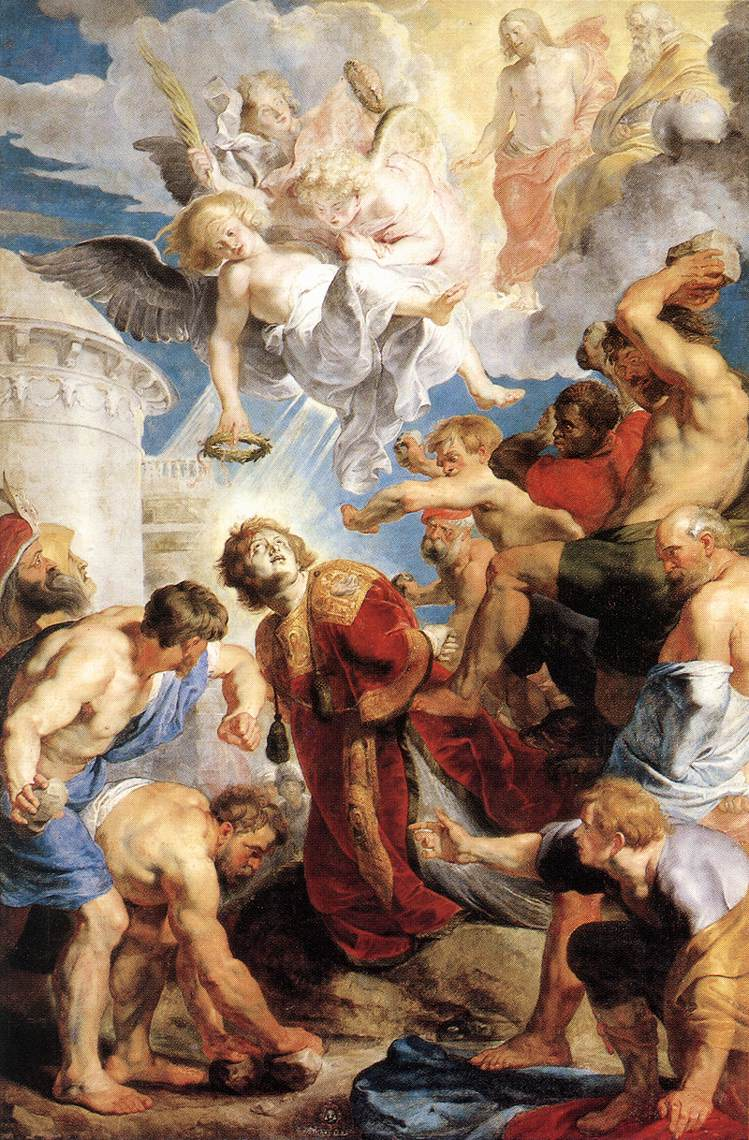
Peter Paul Rubens, La lapidació de sant Esteve (1616–1617).
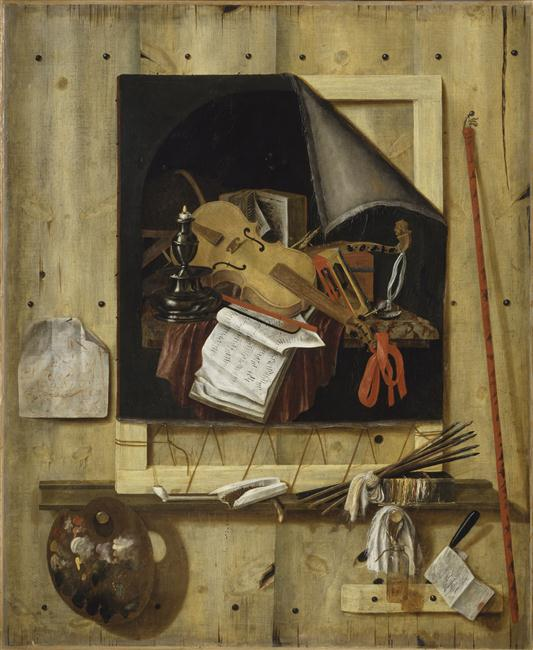
Cornelis Norbertus Gysbrechts, Trompe-l'œil (1665).
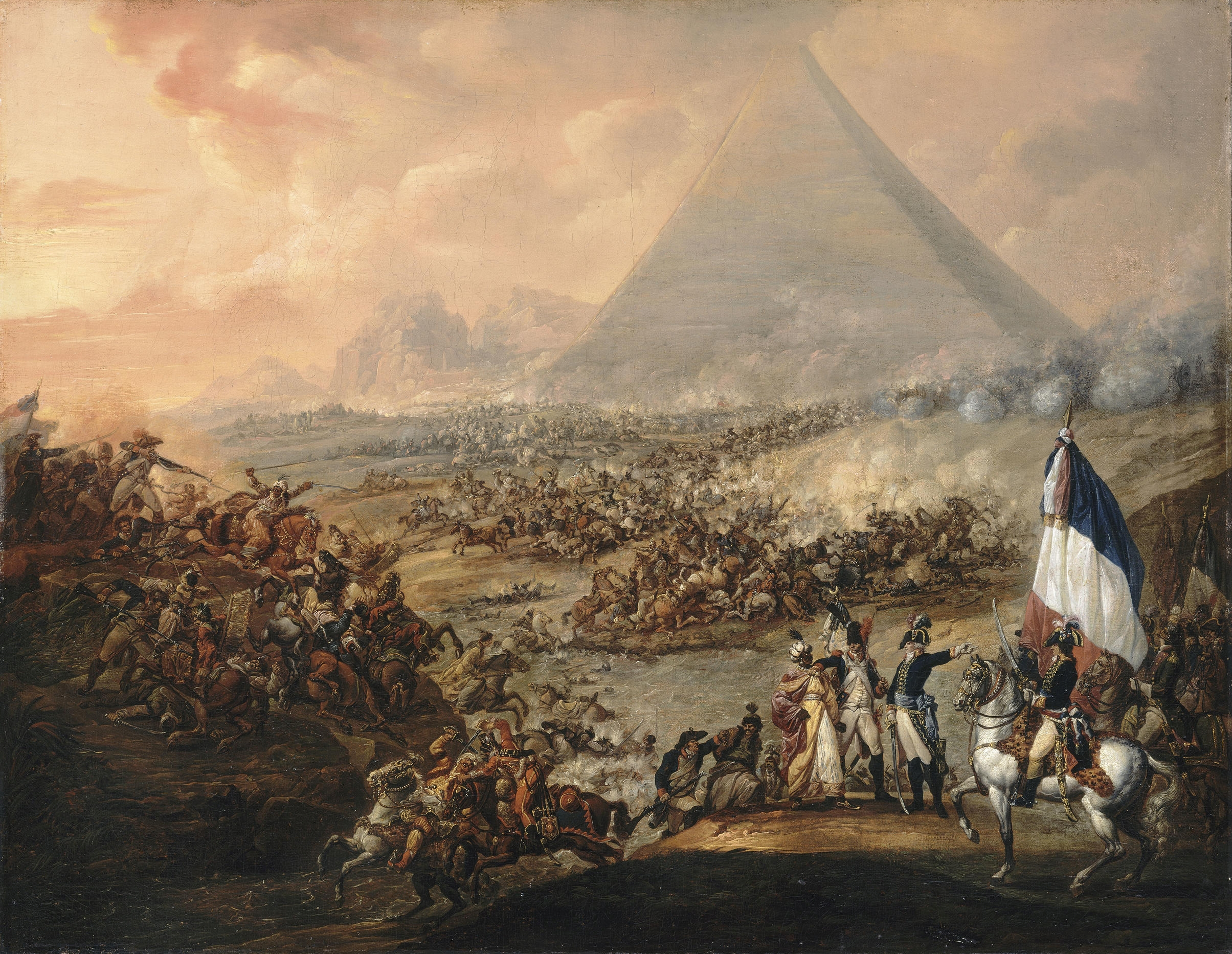
François Watteau, La batalla de les piràmides (1798–1799).
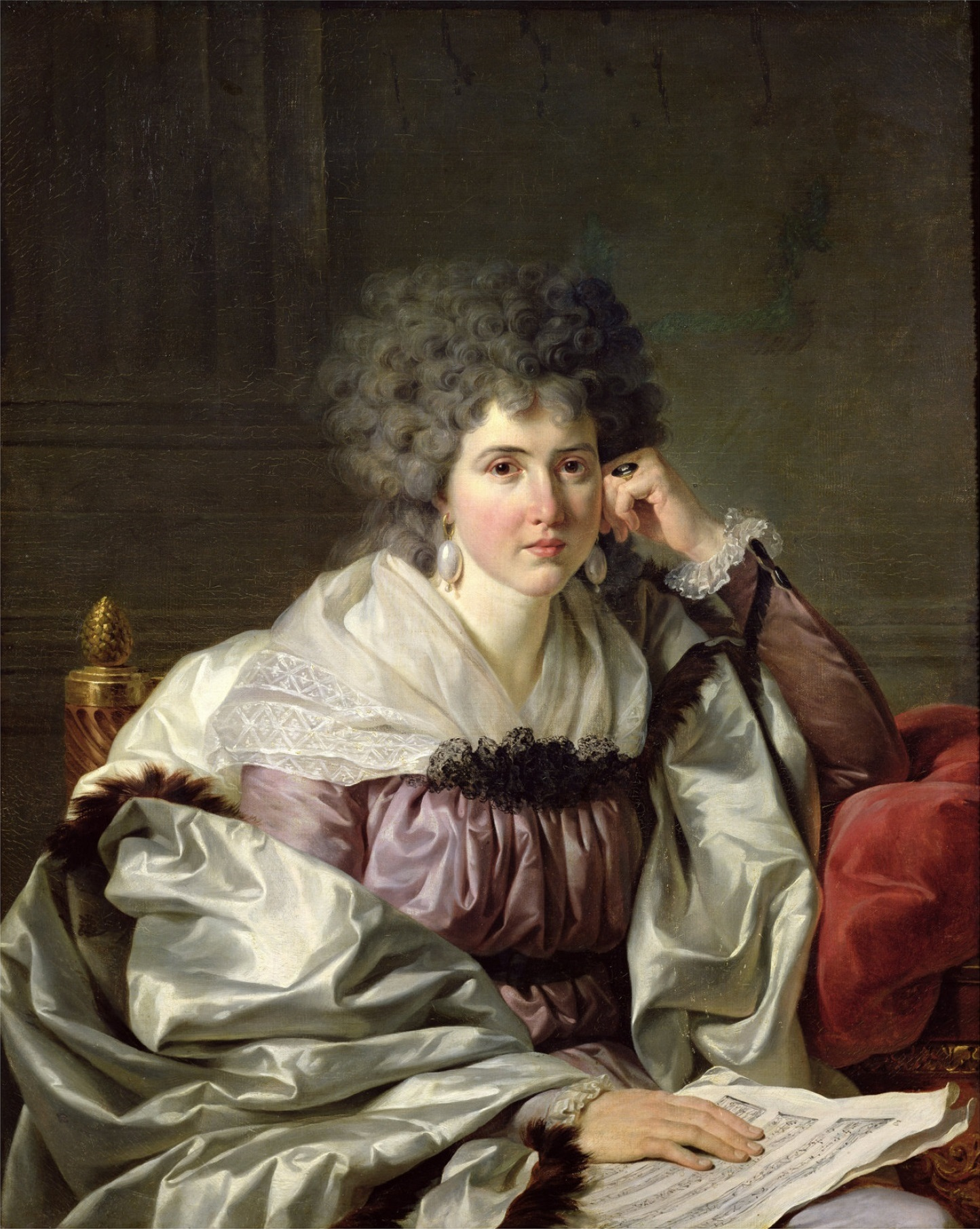
Jean-Charles Nicaise Perrin, Madame Nicaise Perrin, nata Catherine Deleuze (vers 1800).
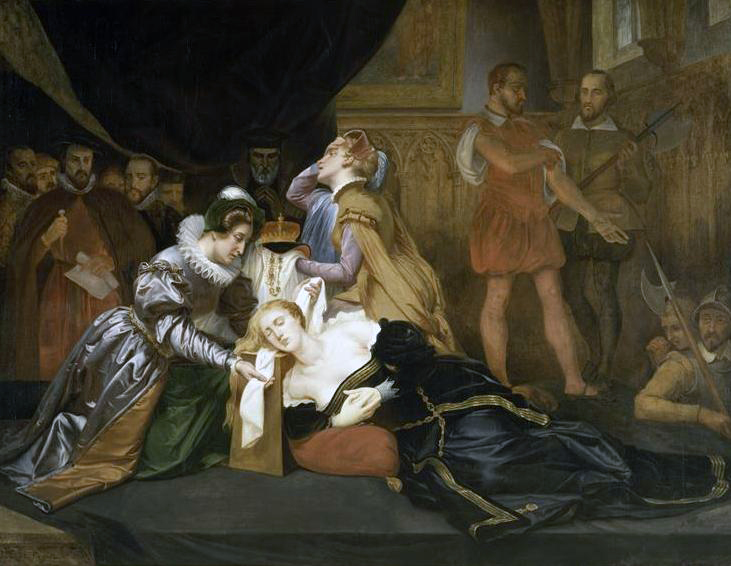
Abel de Pujol, La mort de Maria, reina dels escocesos, 1587 (1800-1850).
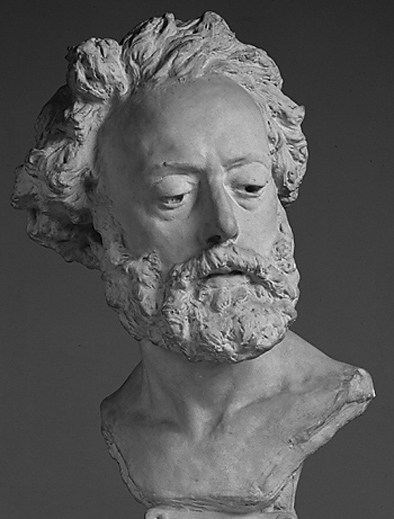
Jean-Baptiste Carpeaux, Bust de Bruno Chérier (1874).